# Substituent
V organické chemii a biochemii se jako substituent označuje atom nebo skupina atomů, které nahrazují atom vodíku na původním (rodičovském) řetězci uhlovodíku. Pojmy substituent, boční či postranní řetězec, skupina nebo větev se používají téměř zaměnitelně pro popis větví odbočujících od rodičovské struktury, v kontextu chemie polymerů se však tyto pojmy určitým způsobem rozlišují. U polymerů rozšiřují boční řetězce páteřní strukturu. U bílkovin jsou boční řetězce navázány na alfa-uhlíkové atomy aminokyselinové páteře.
Pro označování skupin, které se vážou jednoduchou vazbou a nahrazují jediný vodík, se používá přípona -yl; pro skupiny nahrazující dvojnou nebo trojnou vazbu se používá přípona -yliden, resp. -ylidyn. Navíc se používají i poziční čísla, která indikují, na který uhlíkový atom je substituční atom navázán. Tato informace je potřebná k rozlišování mezi strukturálními izomery. Polární efekt vyvolaný substituentem je kombinací indukčního a mezomerního efektu. Další prostorový efekt vychází z objemu zabíraného substituentem.
Často se používají k popisu molekul a k predikci jejich produktů označení nejsubstituovanější a nejméně substituovaný. Například:
- Markovnikovovo pravidlo říká, že při adici vodíku na alken se tento vodíkový atom připojuje k méně substituovanému atomu uhlíku.
- Zajcevovo pravidlo říká, že hlavním produktem reakce je alken s více substituovanou (stabilnější) dvojnou vazbou.

## Názvosloví
Přípona -yl se v organické chemii používá pro tvorbu názvů radikálů, ať již samostatných nebo chemicky vázaných v molekulách. Původ přípony lze vystopovat ke slovu methylen (methy = "víno" + hȳlē = dřevo), vyvinuvšímu se postupnou regularizací chemických názvů do dnešního významu.
Použití přípony je určeno počtem vodíkových atomů, které jsou substituentem na rodičovské sloučenině nahrazeny (a obvykle jsou též nahrazeny i na substituentu). Podle pravidel IUPAC z roku 1993:
- -yl znamená, že je nahrazen jeden vodík.

- -yliden - dva vodíky jsou nahrazeny dvojnou vazbou mezi rodičem a substituentem. Termín "-ylidin" se vyskytuje sporadicky a často je synonymem pro -yliden. Podoba -ylidin se zdá být v některých kontextech řídce používána, ovšem významně se vyskytuje v knihách výrobce o Sunitinibu.[4] PubChem dává pro "-yliden" 740110 výsledků, z nichž 14 používá synonyma, která volně zaměňují tuto příponu s tvarem "-ylidin". Další čtyři položky obsahují "-ylidin", aniž by byla uvedena podoba "-yliden" jako synonymum. Tvar "-ylidin" není v souladu s pravidly IUPAC.
- -ylidyn - tři atomy vodíku jsou nahrazeny trojnou vazbou mezi rodičem a substituentem.
- -di, -tri, -tetra indikují vícenásobné vazby stejného typu mezi substituentem a rodičovskou skupinou (-diyl, -triyl, -tetrayl, -diylidin), více přípon se používá k vyjádření více různých typů vazeb (-ylylidin, -ylylidyn, -diylylidin).

Název rodičovské sloučeniny může být změněn dvěma různými způsoby:
- U mnoha běžných sloučenin je substituent navázán na jeden konec (pozice 1), který proto není ve vzorci explicitně očíslován. Název substituentu je změněn odstraněním "-an" (viz alkan) a přidáním příslušné přípony. Toto je „doporučeno pouze pro nasycené acyklické a monocyklické uhlovodíkové substituční skupiny a pro mononukleární rodičovské hydridy křemíku, germania, cínu, olova a boru“. Proto pokud existuje karboxylová kyselina nazvaná „kyselina X-ová“, alkohol končící na „X-anol“ (nebo „X-alkohol“) nebo alkan nazvaný "X-an", potom "X-yl" typicky označuje stejný uhlíkový řetězec postrádající tyto skupiny, ovšem modifikovaný připojením k jiné rodičovské molekule.
- Obecnější metoda neodstraňuje původní koncovku názvu uhlovodíku, vyžaduje však explicitní číslování každého prefixu -yl, i na pozici 1 (kromě -ylidynu, který je vázán trojnou vazbou a proto musí být na konci uhlíkového řetězce). Příkladem názvu vzniklého touto metodou je pentan-1-yl, synonymem podle první metody je pentyl.

Všimněte si, že některé populární termíny reprezentují jen část celého chemického názvu, například "vinyl" často označuje "polyvinylchlorid".

## Struktura
V chemickém strukturním vzorci lze organické substituenty, například methyl, ethyl nebo aryl zapisovat jako R (nebo R1, R2, atd.). Tento generický způsob je založen na R jakožto zkratce slova radikál nebo zbytek („rest“), kdy lze nahradit jakoukoli část vzorce, kde to autorovi přijde vhodné. Poprvé použil tento symbol Charles Frédéric Gerhardt v roce 1844.
Symbol X se často používá pro označování elektronegativních substituentů, například halogenidů.

## Několik čísel o substituentech
Jedna chemickoinformatická studie identifikovala 849 574 jedinečných substituentů s až 12 nevodíkovými atomy a obsahujících pouze prvky C, H, N, O, S, P, Se a halogeny v souboru 3 043 941 molekul. Padesát běžných substituentů je obsaženo pouze v 1 % tohoto souboru a 438 v 0,1 %. 64 % substituentů je unikátních pro jedinou molekulu. První pětku tvoří substituenty fenyl, chlor, methoxy, hydroxyl a ethyl. Celkový počet organických substituentů v organické chemii se odhaduje na 3,1 milionu, což dává 6,7×1023 molekul. Nebo, pokud můžete zvětšit délku uhlíkového řetězce substituentu na nekonečné číslo, za předpokladu, že není dost dlouhý, aby se stal rodičovským řetězcem (který může mít taktéž nekonečnou délku), můžete mít nekonečný počet substituentů, jednoduše zvětšováním délky uhlíkového řetězce.